# クリンダマイシン
クリンダマイシンは、リンコマイシン系の抗生物質。 商品名としては先発品にダラシン、ダラシンTゲル、ミドシンなどがある。

## 薬理
リボソームの50Sサブユニットを阻害して細菌のタンパク質の合成を阻害する。蛋白合成阻害薬として、機序はマクロライド系抗生物質と同じだが、化学的構造は全く異なる。

## スペクトラム
- 細菌において、グラム陽性菌、嫌気性菌、マイコプラズマに効能を持つが、グラム陰性菌には効かない[疑問点 – ノート]。
- マラリア（キニーネと併用）[1]
- トキソプラズマ（ピリメタミンと併用）
- ニューモシスチス（プリマキンと併用）

## 適応症
クリンダマイシンは嫌気性菌への抗菌活性のため誤嚥性肺炎や、他の抗菌薬の併用剤として用いられることが多い。中枢神経系への移行は極めて悪く、嫌気性菌による脳膿瘍・髄膜炎などでは用いられない。
- 誤嚥性肺炎
  - グラム陽性菌と嫌気性菌をカバーする。口腔内はレンサ球菌と嫌気性菌が多いため原因菌をカバーできる可能性が高い。
- 口腔内感染症
- ペニシリンアレルギーがある場合の咽頭炎や副鼻腔炎
- 腹腔内感染症
- CA-MRSA（市中獲得型MRSA）感染症
- 表在性皮膚感染症、深在性皮膚感染症
- 中耳炎、外耳炎
- 顎骨周辺の蜂巣炎[2]
- 創傷感染症ではグラム陽性球菌であるブドウ球菌が主となることが多いが、クリンダマイシンとST合剤の効果には有意差はなく、ともに有効であった[3]。

## 副作用
かつては偽膜性腸炎の原因となることで有名であったが、現在はその他の抗生物質でもほぼ同様に起こりえるため強調されなくなった。苦味が強いため小児では扱いにくい。